# 33583 Karamchedu
33583 Karamchedu è un asteroide della fascia principale. Scoperto nel 1999, presenta un'orbita caratterizzata da un semiasse maggiore pari a 2,6402048 UA e da un'eccentricità di 0,1812122, inclinata di 6,47933° rispetto all'eclittica.